# Sphenomorphus praesignis
Sphenomorphus praesignis este o specie de șopârle din genul Sphenomorphus, familia Scincidae, descrisă de Boulenger 1900. Conform Catalogue of Life specia Sphenomorphus praesignis nu are subspecii cunoscute.